# 新井彬之
新井彬之（日語：新井彬之，1934年9月15日—2017年3月7日），兵庫縣人，日本政治家、日本公明党衆議院議員。

## 生平
1957年，毕业于关西大学法学部。后担任神戶市议员，1969年，在第32届眾議院議員總選舉中以公明黨名義當選。1990年，第39届眾議院議員總選舉落選后引退。

## 脚注
1. ↑  . 時事通信. 2017-03-08  [2017-03-08]. （原始内容存档于2017-03-08）.